# Sichówek
Sichówek (niem. Arnoldshof) – wieś w Polsce położona w województwie dolnośląskim, w powiecie jaworskim, w gminie Męcinka.

## Podział administracyjny
W latach 1975–1998 miejscowość administracyjnie należała do województwa legnickiego.

## Demografia
Jest to najmniejsza miejscowość gminy Męcinka. Według Narodowego Spisu Powszechnego posiadała 83 mieszkańców (III 2011 r.).

## Nazwa
12 lutego 1948 ustalono urzędową polską nazwę miejscowości – Sichówek, określając drugi przypadek jako Sichówka, a przymiotnik – sichówecki.

## Historia
Najstarsza znana wzmianka o miejscowości pochodzi ze średniowiecznego dokumentu z roku 1217, w którym wymieniona jest jako alii Sychovici.